# Tapinopa hentzi
Tapinopa hentzi là một loài nhện trong họ Linyphiidae.
Loài này thuộc chi Tapinopa. Tapinopa hentzi được Willis J. Gertsch miêu tả năm 1951.